# 梦洁家纺
湖南梦洁家纺股份有限公司（简称：梦洁家纺；深交所：002397）为一家注册地和办公地位于湖南长沙的纺织类股份制上市公司。公司主营业务为从事以床上用品为主的家用纺织品的研发、设计、生产和销售。2010年，公司销售收入100,051万元，净利润9,175万元；2011年前3季度销售收入87,680万元，净利润6,459万元。公司注册地和办公地为长沙高新区麓谷产业基地谷苑路168号。
公司前身为长沙被服厂，始建于1956年，原系长沙市棉麻土产公司下属非独立法人单位。1994年更名为长沙市梦洁绗缝制品实业公司，1997年与市棉麻土产公司实行分立，成为独立法人单位；2001年1月10日，公司改制为湖南梦洁家纺有限公司，法定代表人姜天武；2005年12月21日，由湖南梦洁家纺有限公司17名原自然人股东作为发起人，整体变更为湖南梦洁家纺股份有限公司。 2010年4月29日，于深交所上市交易，股票代码“梦洁家纺”。2010年12月31日，公司总资产136,489万元，总股本为9,750万股（2011年7月6日）。2011年6月30日，公司控股人（法定代表人）姜天武持股3,617.31万股（限售A股），占总股本的38.28%。